# Bernardino de Mendoza

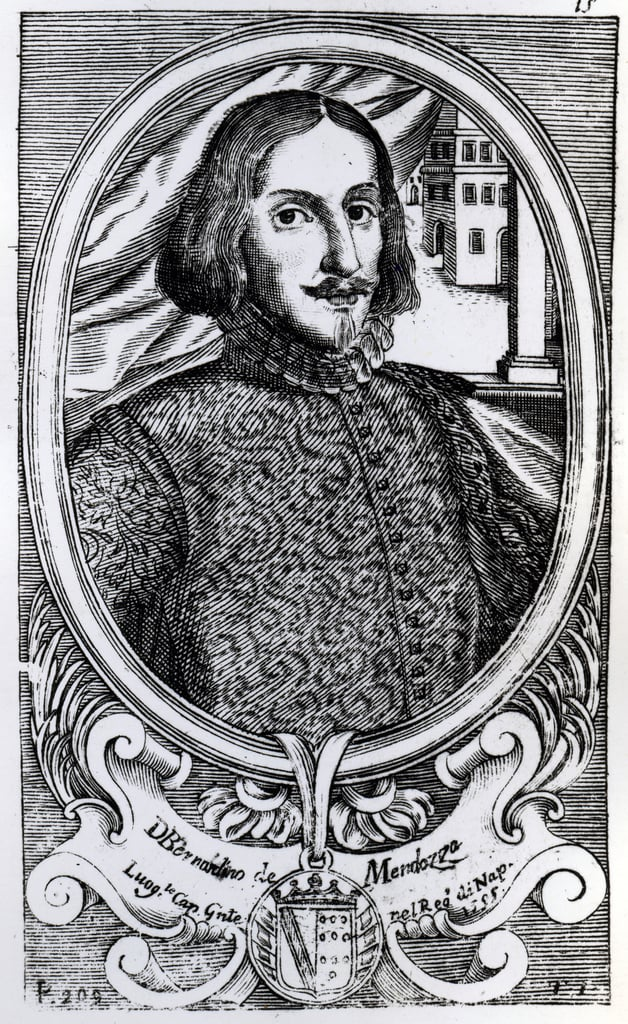
Bernardino de Mendoza

Bernardino de Mendoza (1501-1557), Era fill de Íñigo López de Mendoza i Quiñones, primer marquès de Mondéjar, de la Casa de Mendoza. Capità de galeres d'Espanya, va ser Comendador de Mèrida, membre del Consell d'Estat, comptador major de Castella, tinent de Cartagena i primer alcaid de la Goleta.

## Fets notables
En la seva joventut va sortir al Mediterrani amb dos galeres armades a costa seva a guerrejar contra els pirates barbarescos.
L'octubre de 1525, va participar en el fallit intent de recuperar Vélez de la Gomera, que dirigeix el seu germà Lluís Hurtado de Mendoza i Pacheco, segon Marquès de Mondéjar i Capità General de Granada. El 1533 ja era capità de galeres, i en absència de Fernando Álvarez de Toledo y Pimentel, duc d'Alba, va quedar com a governador del Regne de Nàpols.
El 1535, en la Jornada de Tunis manava 12 galeres, algunes d'elles preses als turcs i rearmades per ell. Va quedar com a governador del fort de la Goleta, amb 1.000 homes sota el seu comandament. Va tornar a la mar amb sis galeres, i el 1538 va evitar que els soldats de la Goleta, amotinats per endarreriments en les seves pagues, lliuressin la plaça als moros. Els va embarcar cap a Sicília prometent que se'ls havien de pagar els endarreriments, però en no complir la promesa, els soldats van provocar desordres a Sicília.
El 1540 es va enfrontar a una armada comandada per Piali Hamet que tornava de saquejar Gibraltar a la batalla de l'Illa d'Alboran, i el 1541 va participar en la Jornada d'Alger amb 15 galeres.
Felip II de Castella el va nomenar conseller d'Estat, però ell, poc amic de la vida cortesana, va partir a Flandes amb l'exèrcit de Manuel Filibert de Savoia, sent l'encarregat de les trinxeres a la batalla de Sant Quintí de 1557. Després de la presa de Sant Quintí, se li va encarregar de reparar les fortificacions, però no va arribar a fer-ho doncs va morir.